# Carolina Panthers 2008
La stagione 2008 dei Carolina Panthers è stata la 14ª della franchigia nella National Football League, l'ottava con John Fox come capo-allenatore. La squadra pareggiò il primato di franchigia di 12 vittorie nella stagione regolare del 1996

## Scelte nel Draft 2008
| Giro | Scelta | Giocatore          | Ruolo | College        |
| ---- | ------ | ------------------ | ----- | -------------- |
| 1    | 13     | Jonathan Stewart   | RB    | Oregon         |
| 1    | 19     | Jeff Otah          | OT    | Pittsburgh     |
| 3    | 67     | Charles Godfrey    | CB    | Iowa           |
| 3    | 74     | Dan Connor         | LB    | Penn State     |
| 5    | 141    | Gary Barnidge      | TE    | Louisville     |
| 6    | 181    | Nick Hayden        | DT    | Wisconsin      |
| 7    | 221    | Hilee Taylor       | LB    | North Carolina |
| 7    | 241    | Geoff Schwartz     | OL    | Oregon         |
| 7    | 250    | Mackenzy Bernadeau | G     | Bentley        |

## Calendario

### Stagione regolare
| 1                                                             | 7/9/2008           | at San Diego Chargers   | V 26–24            | 1–0                | Qualcomm Stadium                | Recap                                                     |                    |                    |                    |
| 2                                                             | 14/9/2008          | Chicago Bears           | V 20–17            | 2–0                | Bank of America Stadium         | Recap                                                     |                    |                    |                    |
| 3                                                             | 21/9/2008          | at Minnesota Vikings    | S 20–10            | 2–1                | Hubert H. Humphrey Metrodome    | Recap                                                     |                    |                    |                    |
| 4                                                             | 28/9/2008          | Atlanta Falcons         | V 24–9             | 3–1                | Bank of America Stadium         | Recap                                                     |                    |                    |                    |
| 5                                                             | 5/10/2008          | Kansas City Chiefs      | V 34–0             | 4–1                | Bank of America Stadium         | Recap                                                     |                    |                    |                    |
| 6                                                             | 12/10/2008         | at Tampa Bay Buccaneers | S 27–3             | 4–2                | Raymond James Stadium           | Recap                                                     |                    |                    |                    |
| 7                                                             | 19/10/2008         | New Orleans Saints      | V 30–7             | 5–2                | Bank of America Stadium         | Recap                                                     |                    |                    |                    |
| 8                                                             | 26/10/2008         | Arizona Cardinals       | V 27–23            | 6–2                | Bank of America Stadium         | Recap                                                     |                    |                    |                    |
| 9                                                             | Settimana di pausa | Settimana di pausa      | Settimana di pausa | Settimana di pausa | Settimana di pausa              | Settimana di pausa                                        | Settimana di pausa | Settimana di pausa | Settimana di pausa |
| 10                                                            | 9/11/2008          | at Oakland Raiders      | V 17–6             | 7–2                | Oakland-Alameda County Coliseum | Recap                                                     |                    |                    |                    |
| 11                                                            | 16/11/2008         | Detroit Lions           | V 31–22            | 8–2                | Bank of America Stadium         | Recap                                                     |                    |                    |                    |
| 12                                                            | 23/11/2008         | at Atlanta Falcons      | S 45–28            | 8–3                | Georgia Dome                    | Recap                                                     |                    |                    |                    |
| 13                                                            | 30/11/2008         | at Green Bay Packers    | V 35–31            | 9–3                | Lambeau Field                   | Recap                                                     |                    |                    |                    |
| 14                                                            | 8/12/2008 (lunedì) | Tampa Bay Buccaneers    | V 38–23            | 10–3               | Bank of America Stadium         | Recap                                                     |                    |                    |                    |
| 15                                                            | 14/12/2008         | Denver Broncos          | V 30–10            | 11–3               | Bank of America Stadium         | Recap                                                     |                    |                    |                    |
| 16                                                            | 21/12/2008         | at New York Giants      | S 34–28 (DTS)      | 11–4               | Giants Stadium                  | Recap Archiviato il 20 dicembre 2008 in Internet Archive. |                    |                    |                    |
| 17                                                            | 28/12/2008         | at New Orleans Saints   | V 33–31            | 12–4               | Louisiana Superdome             | Recap                                                     |                    |                    |                    |
| NOTA: gli avversari della propria division sono in grassetto. |                    |                         |                    |                    |                                 |                                                           |                    |                    |                    |

### Playoff
| Wild card  | Qualificati direttamente al secondo turno | Qualificati direttamente al secondo turno | Qualificati direttamente al secondo turno | Qualificati direttamente al secondo turno | Qualificati direttamente al secondo turno | Qualificati direttamente al secondo turno | Qualificati direttamente al secondo turno | Qualificati direttamente al secondo turno | Qualificati direttamente al secondo turno |
| Divisional | 10/1/2009                                 | Arizona Cardinals                         | S 33–13                                   | 12–5                                      | Bank of America Stadium                   | Recap                                     |                                           |                                           |                                           |